# Palpígrads
Els palpígrads (Palpigradi) constitueixen un ordre d'aràcnids diminuts. Es coneixen al voltant de 80 espècies, cap d'elles supera els 3 mm de longitud. Viuen a sota les pedres, en coves i en platges sorrenques.

## Descripció
Els palpígrads són els "cosins" petits dels telifònides, de mitjana mesuren 1,5 mm de longitud i no superen els 3 mm de llargària. L'exoesquelet és prim, pàl·lid i està segmentat. L'abdomen també està segmentat i en el seu extrem més posterior presenta un flagel en forma de fuet. Aquest fuet està constituït per 15 parts o segments, o "articles", i pot mesurar fins a la meitat de la longitud total de l'animal. Cada segment del flagel conté cerres, que donen a tot el flagel l'aspecte d'un raspall per a netejar ampolles. La closca està dividida en dues plaques entre el tercer i quart parell de potes. No tenen ulls.
Com en alguns altres aràcnids, el primer parell de potes s'ha modificat per a fer-se servir com a òrgans sensitius, i es mantenen allunyades de terra mentre caminen. Tanmateix, rarament els palpígrads utilitzen els seus pedipalps per a locomoció, aleshores sembla que l'animal camina sobre cinc parells de potes.
Alguns palpígrads tenen tres parell de sacs pulmonars abdominals, tot i que aquests no són pulmons laminars veritables, ja que no hi ha cap resta de les lamel·les en forma de fulla característiques que defineixen aquest tipus de pulmons. Tanmateix, moltes espècies no tenen òrgans respiratoris i respiren directament a través de la cutícula.

## Ecologia i comportament
Les espècies de palpígrads viuen als terres humits dels tròpics i subtròpics. Algunes espècies s'han trobat en sorres de coral poc profundes i a platges tropicals. A Europa, s'han trobat en coves i espais subterranis. Necessiten entorns humits per a sobreviure, i sempre s'amaguen de la llum, per això es troben sovint a la terra humida sota pedres i roques enterrades. Es troben a tots els continents, exceptuant l'Àrtida i les regions Antàrtiques. Els palpígrads terrestres tenen cutícules hidròfobes, però les espècies litorals (habitants de platges) poden passar fàcilment a través de la superfície de l'aigua.
Se'n sap molt poca cosa sobre el comportament dels palpígrads. Es creu que són depredadors com els seus parents més grossos, alimentant-se d'animals minúsculs en el seu hàbitat. Tanmateix, els seus quelícers s'han descrit com "més similar a un raspall o pinzell que als fòrceps d'un depredador", i s'ha observat que l'espècie Eukoenenia spelaea s'alimenta de cianobacteris. Els seus hàbits d'aparellament no són coneguts, excepte que ponen uns pocs ous de mida relativament gran cada vegada.

## Classificació
L'any 2003 s'havien descrit unes 79 espècies de palpígrads a tot el món, distribuïdes en dues famílies que contenen un total de 7 gèneres. Les dues famílies es diferencien per la presència de sacs ventrals als esternites IV-VI en els Prokoeneniidae, i la seva absència als Eukoeneniidae.
S'ha descrit un únic fòssil d'una espècie de palpígrad. Va ser trobat a Onyx Marble, Arizona, i probablement és del Pliocè. No es coneix amb certesa a quina família pertany. Altres publicacions més antigues fan referència a un fòssil de palpígrad (o animal similar a un palpígrad) del Juràssic de la calcària de Solnhofen a Alemanya, però ja s'ha demostrat que es tracta d'un fòssil d'insecte mal identificat.